# René Vermandel
René Vermandel (Zelzate, 23 de marzo de 1893- Anderlecht, 20 de abril de 1958), fue un ciclista belga que fue profesional de 1920 a 1931.

## Palmarés
| 1920 - 2 etapas de la Vuelta a Bélgica - 3º en el Campeonato de Bélgica en Ruta 1921 - Vuelta a Bélgica, más 1 etapa - Schaal Sels - Tour de Flandes - De Drie Zustersteden - Scheldeprijs Vlaanderen - 2º en el Campeonato de Bélgica en Ruta 1922 - Campeonato de Bélgica en Ruta - Vuelta a Bélgica, más 4 etapas - Critérium de As - 1 etapa de la París-Saint-Étienne | 1923 - Lieja-Bastoña-Lieja - Schaal Sels - 1 etapa de la Vuelta a Bélgica - 3º en el Campeonato de Bélgica en Ruta 1924 - Campeonato de Bélgica en Ruta - Lieja-Bastoña-Lieja - Scheldeprijs Vlaanderen - 2 etapas de la Vuelta a Bélgica 1928 - 1 etapa de la Vuelta a Bélgica |